# Иларион (епископ Ростовский)
Епископ Иларион — епископ Русской православной церкви, второй епископ Ростовский.
Прибыл в Ростов в 991 году из Константинополя. Как и его предместник Феодор, он напрасно старался окрестить язычников ростовской области и «не терпяще неверия и многая досаждения от людей», в 992 году оставил Ростов и возвратился в своё отечество, «ничто же успев»; по Степенной книге два первые епископа ростовские были изгнаны из Ростова «неверными людьми».